# 퀴어 퍼레이드

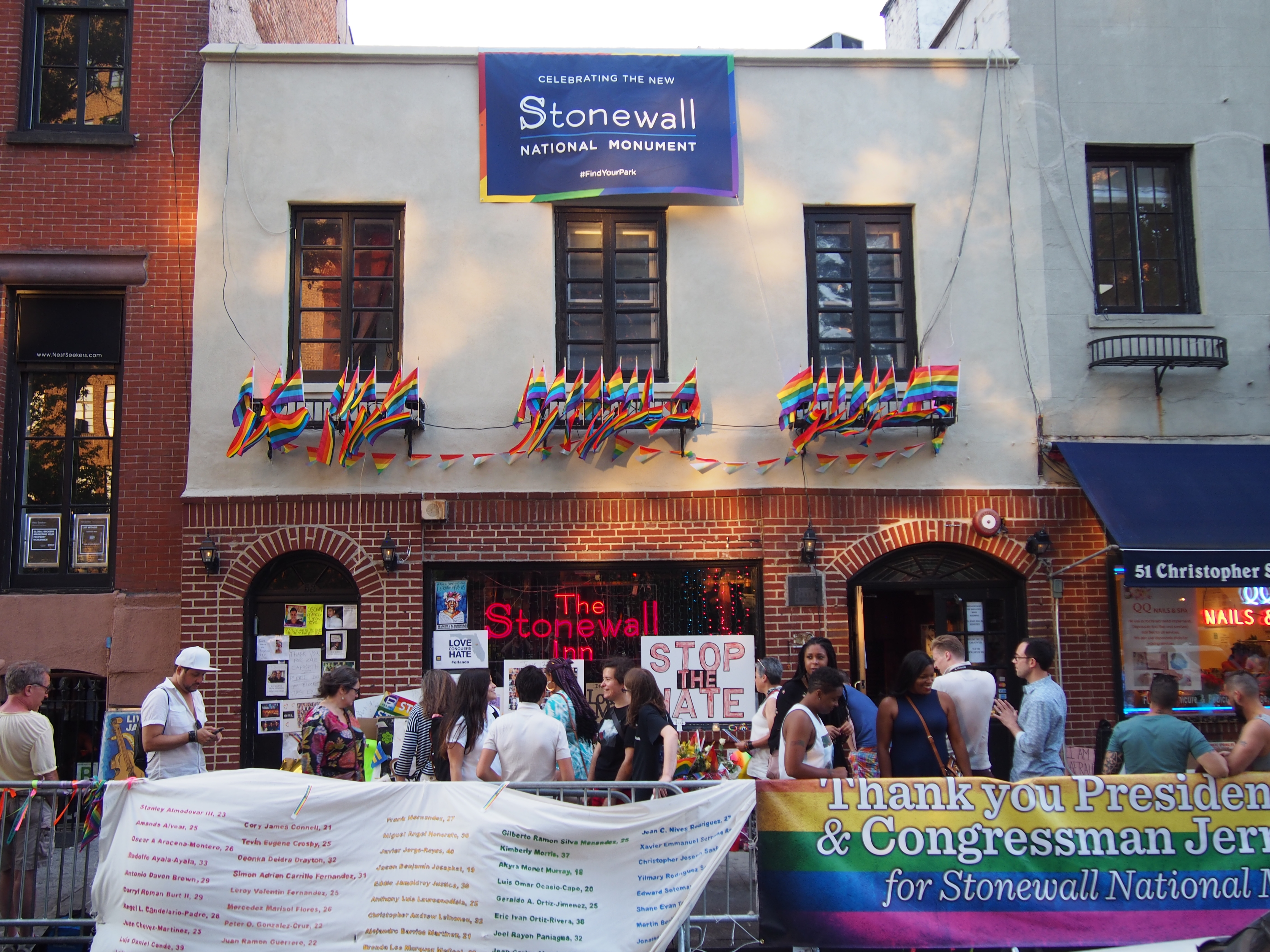
1969년 6월 스톤월 항쟁이 일어난 뉴욕 맨해튼의 LGBT 문화인 그리니치 빌리지의 스톤월 인은 2016년 LGBT 프라이드 깃발로 장식되었다.

퀴어 퍼레이드(영어: queer parade) 또는 프라이드 퍼레이드(영어: pride parade, pride march, pride event, pride festival)는 레즈비언, 게이, 양성애자, 트랜스젠더 등 성소수자들이 자긍심을 높이고, 권리를 인정받기 위해 벌이는 행진이다. 퀴어 퍼레이드는 스톤월 항쟁을 기념하기 위해 대부분 매년 6월에 열린다.

## 역사
스톤월 항쟁 1주년을 맞은 1970년 6월 28일, 크리스토퍼 길 해방의 날은 크리스토퍼 길에 있는 의회와 센트럴 파크를 뒤덮은 미국 역사 최초의 퀴어퍼레이드가 열린 날로 기록되었다. 행진은 사람들의 흥분과 동성애자 현수막과 피켓을 들고 도시를 걸어간다는 경계심 때문에 예정된 시간보다 일찍 끝났다. 비록 행진이 시작되기 두 시간 전에야 허가가 내려졌지만, 행진 참가자들은 구경꾼들에게 방해를 거의 받지 않았다. 뉴욕 타임즈는 행진 참가자들이 15개 블록의 길을 완전히 점령했다고 1면에 보도했다. 빌리지 보이스의 보도는 긍정적이었다. ‘일 년 전 경찰들의 스톤월 인 급습에서 자라난 진보적인 저항’이라고 보도했다.
동성애자 자긍심 행진은 로스앤젤레스와 시카고에서도 동시에 개최되었다. 그 다음 해에는 보스턴, 댈러스, 밀워키, 런던, 파리, 남서베를린 그리고 스톡홀름에서 개최되었다. 1972년에 이르러서는 그 외에도 아틀란타, 버팔로, 디트로이트, 워싱턴 D.C., 마이애미, 필라델피아, 그리고 샌프란시스코에서도 행진이 열렸다. 대한민국에서는 성소수자의 축제인 퀴어문화축제의 행사 중 하나로 2000년 서울특별시를 시작으로 대구광역시, 부산광역시, 제주특별자치도, 전북특별자치도 전주시 등 각 지역에서 매년 열리고 있다.

## 목록

### 대한민국
대한민국에서는 2000년 서울퀴어문화축제를 시작으로 각 지역에서 매년 열리고 있다.
- 서울퀴어문화축제(Seoul Queer Culture Festival, SQCF)
- 대구퀴어문화축제(Daegu Queer Culture Festival)
- 부산퀴어문화축제(Busan Queer Festival. BQF)
- 제주퀴어문화축제(Jeju Queer Culture Festival. JejuQCF)
- 전주퀴어문화축제(Jeonju Queer Culture Festival)
- 인천퀴어문화축제(Incheon Queer Culture Festival)
- 광주퀴어문화축제(Gwangju Queer Culture Festival)
- 경남퀴어문화축제(Gyeongnam Queer Culture Festival, GyeongnamQCF)
- 청주퀴어문화축제(Cheongju Queer Culture Festival)

## 같이 보기
- 성소수자
- 국제 성소수자 혐오 반대의 날
- 퀴어문화축제
- 게이 게임스